# Tolmera sordida
Tolmera sordida là một loài bướm đêm trong họ Geometridae.